# Margit Smith
För porträttmålaren, född 1897, se Margit Smith.
Margit Elna Smith, född 6 augusti 1905 i Göteborg, död där 8 augusti 1992, var en svensk målare, tecknare och grafiker.
Hon var dotter till tjänstemannen Johan Ossian Christenson och Ellen Albertina Jakobson och gift med Rutger Smith. Hon studerade grafik vid Börje Hovedskous målarskola i Göteborg och i ett antal privata målarskolor i England. Tillsammans med Erik Burlöw ställde hon ut i Borås och separat ställde hon bland annat ut på Galerie Christinæ i Göteborg. Hon medverkade i Göteborgs konstförenings Decemberutställningar på Göteborgs konsthall. Hennes konst består av figurmotiv, stilleben och landskapsmotiv utförda i olja, pastell, gouache samt teckningar i tusch, svartkrita och kol och enstaka litografiska tryck. Hon var medlem i Göteborgs konstnärsklubb.  